# The Howling: Reborn - Il risveglio dei licantropi
The Howling: Reborn - Il risveglio dei licantropi (The Howling: Reborn) è un film del 2011 diretto da Joe Nimziki ed interpretato da Landon Liboiron, Lindsey Shaw e Ivana Miličević. Si tratto dell'ottavo film e reboot della serie di The Howling. Il film è stato distribuito direct-to-video in DVD il 18 ottobre 2011. In Italia è stato distribuito nel settembre 2015, in versione noleggio, e ad ottobre in versione per la vendita.

## Trama
Kathryn Kidman viene attaccata ed apparentemente uccisa da un lupo mannaro. Diciotto anni dopo, il figlio di Kathryn, Will, vive con il padre Jack ed è iscritto ad una scuola superiore dotata di un sistema di sicurezza molto avanzato. Il suo migliore amico, Sachin, sta realizzando un film horror e sta pianificando di trasmetterlo hackerando i canali di notizie illegalmente. Will ha una cotta per Eliana Wynter, ma il suo attuale ragazzo lo spaventa.
Eliana lo invita ad una festa, durante la quale una mostruosa creatura attacca. Will scappa. Successivamente chiede a Sachin notizia sui lupi mannari. Will si taglia e la ferita guarisce istantaneamente, facendogli capire che egli è un lupo mannaro.
Viene rivelato che Kathryn ora è conosciuta come Kay, che è ancora viva ma che è diventata un lupo mannaro. Kay uccide Jack, poi va alla scuola di Will per spiegargli l'eredità dei lupi mannari. Di fronte a questa verità, Will salva Eliana dagli altri membri del branco di lupi mannari di Kay. L'invasione fa scattare il sistema di sicurezza e la scuola entra in modalità di blocco automatico, isolando la scuola dal mondo esterno.
Will si ricorda il consiglio datogli da Sachin che i lupi mannari possono essere uccisi solo da proiettili d'argento o dal fuoco, quindi lui ed Eliana si equipaggiano con dei lanciafiamme fatti artigianalmente. Trovano Sachin appena in tempo per vederlo ucciso da un lupo mannaro. Sgattaiolando fuori nel seminterrato, scoprono che Kay sta sollevando un esercito di lupi mannari. Mentre i due combattono per uscire da scuola, Eliana cerca di convincere Will a trasformarla in un lupo mannaro, ma il ragazzo si rifiuta di farlo.
Kay cattura Eliana per costringere Will a diventare un lupo mannaro. Il ragazzo affronta Kay, ma la donna è troppo potente per essere uccisa dai proiettili d'argento. Improvvisamente un altro lupo mannaro attacca Kay e le strappa il cuore. Il lupo mannaro si rivela essere Eliana, che era stata precedentemente ferita da Will. Eliana e Will bruciano la scuola per uccidere i lupi mannari superstiti.
Will crea un video in cui si trasforma sulla macchina fotografica e avverte il mondo del pericolo relativo ai lupi mannari. Il video viene distribuito in tutto il mondo e gli umani si preparano a combattere contro la nuova minaccia.

## Produzione
La storia è attribuita al romanzo The Howling II di Gary Brandner; tuttavia, il film presenta alcuni elementi minori del primo romanzo.
La produzione del film è iniziata in Canada nel maggio 2010. Il film è stato distribuito direct to video alla fine di ottobre 2011.
Anchor Bay Entertainment ha rilasciato The Howling: Reborn in DVD e Blu-ray nel Regno Unito il 9 aprile 2012.